# دانيال غرين
دانيال غرين هو سياسي كندي، ولد في 9 مايو 1955 في مونتريال في كندا. نشط حزبياً في حزب الخضر الكندي.